# José Maria da Luz
José Maria da Luz (Desterro, 27 de agosto de 1806 — Palhoça, dezembro de 1887) foi um comerciante e político brasileiro.
Filho de José Antônio da Luz e de Maria Joaquina da Luz, nasceu na freguesia de Nossa Senhora das Necessidades, em Santo Antônio de Lisboa, Florianópolis.
Estabeleceu-se como comerciante na capital catarinense, tendo se dedicado à política e atividades religiosas.

## Atuação política
Por 25 anos, em sete legislaturas, elegeu-se deputado provincial e, com seus dois irmãos, o comendador João Pinto da Luz e Jacinto José da Luz, durante muito tempo, foi um dos líderes do Partido Conservador.
Foi deputado à Assembleia Legislativa Provincial de Santa Catarina na 7ª legislatura (1848 — 1849), na 8ª legislatura (1850 — 1851), na 9ª legislatura (1852 — 1853), na 10ª legislatura (1854 — 1855), na 11ª legislatura (1856 — 1857), na 13ª legislatura (1860 — 1861), e na 19ª legislatura (1872 — 1873).
Assim como o irmão João Pinto da Luz, foi um homem abastado e, ao longo de duas décadas e meia de exercício da deputação provincial, fez doação de seus subsídios mensais para entidades beneficentes e religiosas, destacando-se, entre os contemplados, os hospitais de caridade do Desterro e de Laguna, a Igreja de Nossa Senhora das Necessidades, onde nasceu e se criou, e a Igreja de São Sebastião, da qual foi fundador e mantenedor, de modo que, devido às suas contribuições, passou a haver na Ilha de Santa Catarina a tradicional procissão marítima de Nossa Senhora dos Navegantes, a partir do ano de 1857.
No período de 1862 a 1873, quando esteve ausente da Assembléia Provincial, exerceu o cargo de vereador da Câmara Municipal de São José, período em que deixou a chácara da Praia de Fora, mudando-se para sua fazenda do Passa-Vinte, naquele município. Foi eleito e reeleito diversas vezes para a vereança de São José. No entanto, para a legislatura da Assembléia Provincial de 1873/1874, mesmo em idade avançada, perto dos 70 anos, voltou a ser eleito deputado de Santa Catarina pelo voto popular.

## Vida familiar
Casou, em primeiras núpcias, com Clara Francisca da Costa, em 1829. Teve deste matrimônio o marechal Francisco Carlos da Luz (1830-1906), nascido em Praia Comprida, e Augusto Fausto da Luz.
Com o falecimento de sua mulher, em 1836, casou com Maria Carolina Duarte Silva, em 1839. Do segundo casamento nasceram Diogo Duarte Silva da Luz, Isaura Duarte Silva da Luz e Carlos Duarte Silva da Luz.
Após o falecimento da segunda mulher, em 1857, supõe-se que José Maria teve uma relação de concumbinato em sua fazenda no município de São José, gerando outros filhos. Porém, não se tem registros comprovadores deste fato.
Foi tio do governador Hercílio Luz (1860-1924) e do ministro da Marinha no governo Campos Sales, José Pinto da Luz.

## Falecimento
Faleceu com 81 anos de idade, em Palhoça, no ano de 1887, com muitas contribuições à política de Santa Catarina durante a época imperial, juntamente com seus irmãos.